# Парв
Парв (фр. Parves) — коммуна во Франции, находится в регионе Рона — Альпы. Департамент коммуны — Эн. Входит в состав кантона Белле. Округ коммуны — Белле.
Код коммуны — 01286.

## Население
Население коммуны на 2010 год составляло 360 человек.
| 1962 | 1968 | 1975 | 1982 | 1990 | 1999 | 2010 |
| ---- | ---- | ---- | ---- | ---- | ---- | ---- |
| 166  | 152  | 171  | 249  | 286  | 320  | 360  |